# Rasmus Krag (officer)
 Der er flere personer med dette navn, se Rasmus Krag (søofficer).
Rasmus Krag (9. august 1763 på gården Øjen i Surendalen i Trondhjems Stift – 3. januar 1838 i København) var en dansk ingeniørofficer.

## Baggrund
Krag var søn af major ved 2. trondhjemske infanteriregiment Hans Hagerup Krag (1714-1787) og Dorothea f. Schnitler (død 1789). Efter at have været elev på den matematiske skole i Christiania, hvor han i 1780 fik udnævnelse til kommandersergent ved førnævnte regiment, indtrådte han på Artilleriinstituttet i København og blev bombarder af Artillerikorpset. 11. februar 1784 udnævntes han til dessinatør og karakteriseret sekondløjtnant i Ingeniørkorpset og ansattes ved fæstnings- og bygningstjenesten i Norge, dels i Christiania, dels i Frederiksværn og Laurvig.

## Udenlandsk krigstjeneste
I 1793 gik han i udenlandsk krigstjeneste, først i kort tid ved de østrigske tropper, som under prinsen af Coburg belejrede Valenciennes, og ved den preussiske hær, hvornæst han endnu samme år gik i nederlandsk tjeneste og ansattes som volontær à la suite ved prinsen af Oraniens generalstab samt senere som ingeniør og aide-generalkvartermester, i hvilke egenskaber han deltog i felttogene 1793-95 og bl.a. var med i affærerne ved Menin og Maubeuge 1793, Cambrai og Landrecies, Gosselies, Jumet og Fleurus, kanalen mellem Mecheln og Leuven 1794 osv. Under sit ophold i udlandet fik han 1794 karakter som premierløjtnant af Ingeniørkorpset, og efter fredsslutningen i 1795 mellem Frankrig og Nederlandene tog han over disse lande og Tyskland tilbage til København og genindtrådte i tjenesten. 1795 udnævntes han til karakteriseret kaptajn af infanteriet og 1796 til virkelig premierløjtnant af Ingeniørkorpset. Fra 1797-1801 fungerede han som ingeniør ved Nyborg og Korsør Fæstninger, og han udnævntes i 1798 til generalkvartermester-løjtnant.

## Englandskrigene
Da stridighederne med England udbrød i foråret 1801, ansattes han som adjudant hos den kommanderende general i Fyn, hvilken stilling han med forskellige afbrydelser beholdt til begyndelsen af 1808. Han var tillige ingeniør ved Nyborg Fæstning 1801-04 og anlagde i førstnævnte år Knudshoved Batteri. I 1803 udnævntes han til virkelig ingeniørkaptajn, fungerede samme år som generalkvartermester-løjtnant ved troppesamlingen i Rendsborg, i 1804 i kort tid som ingeniør ved Glückstadt fæstning og i 1805-06 på ny som generalkvartermester-løjtnant ved tropperne i Holsten. 1807 fik han karakter som major af infanteriet, og han blev i begyndelsen af 1808 generalkvartermester-løjtnant ved den nyoprettede generalkvartermesterstab med karakter som oberstløjtnant af infanteriet. Han overtog 1809 stillingen som kommandør for det danske ingeniørdetachement, senere kaldt den danske ingeniørbrigade. Ingeniørkorpset var dengang delt i et dansk, et norsk og et holstensk detachement (brigade).

## Chef for Ingeniørkorpset
Som sådan blev han 1809 medlem af Københavns Vandkommission og 1811 øverstkommanderende for Københavns Brandkorps i ildebrandstilfælde, hvilken sidste stilling han beholdt indtil 1834. Han udnævntes 1810 til karakteriseret oberst af infanteriet og 1816 til oberstløjtnant af Ingeniørkorpset. 4. september 1818 blev han kaldet til chef for dette, i hvilken stilling, som han beklædte til sin død, han 1821 forfremmedes til generalmajor og 1836 til karakteriseret generalløjtnant af infanteriet.
Under hans ledelse af Ingeniørkorpset forefaldt en for dettes virksomhed i et længere åremål vigtig begivenhed. I 1832 pålagdes det ham nemlig, for at skaffe korpset forøget virkekreds ved efterhånden at overdrage det flere tekniske bestillinger, at udarbejde en plan til korpsets overtagelse af det under Rentekammeret sorterende vejkorps, af vejvæsenet i Hertugdømmerne, af havne- og fyrinspektørembedet og af inspektørembedet ved Den slesvig-holstenske Kanal samt af feltingeniørvæsenet, der tidligere havde været underlagt Artillerikorpset. De vidtløftige forhandlinger om denne sag førte imidlertid kun til, at Vejkorpset fra 1. januar 1834 indlemmedes i Ingeniørkorpset, hvorved der tilførtes dette den for korpsets virksomhed og officerernes uddannelse så betydningsfulde vejtjeneste, som forblev knyttet til det i 34 år, idet den først i 1868 overgik til den civile bestyrelse.
Krag modtog Ridderkorset af Dannebrogordenen 1812, blev Dannebrogsmand 1817, fik Kommandørkorset i 1826 og Storkorset i 1829. Ramt af et pludseligt sygdomstilfælde faldt han 3. januar 1838 ved Frederiksholms Kanal i København om i den forbipasserende prins af Glücksborgs (kong Christian IX) arme og bragtes til Hestgardekasernen, hvor han kort efter udåndede.
Krag ægtede 29. september 1799 Frederikke Georgine f. Sehested (1. august 1773 – 16. februar 1834), datter af oberstløjtnant Anders Sehested til Karsholm og Broholm (1720-1799) og Wibecke Maria f. von Pulz (1729-1810).
Han er begravet på Garnisons Kirkegård. Der findes et maleri af Friedrich Carl Gröger i familieeje, miniature 1811 af F.C. Camradt og stik af Andreas Flint.